# 11-я Крупская лёгкая пехотная бригада
11-я Крупская лёгкая пехотная бригада (серб. Једанаеста крупска лака пјешадијска бригада) — легкопехотная бригада Войска Республики Сербской, состоявшая во 2-м Краинском корпусе. В зону ответственности бригады входила территория общины Српска-Крупа Республики Сербской. По предварительным данным, в рядах бригады сражалось 2810 человек, из них 310 человек погибли в боях, 946 были ранены.

## История
Бригада сформирована в конце апреля 1992 года на территории общины Српска-Крупа, части бывшей общины Босанска-Крупа, которая вошла в состав Республики Сербской. С июля 1992 по май 1995 года бригадой командовал подполковник Йован Остойич. Бригада дважды награждена Орденом Неманича за свои боевые действия. Расформирована после окончания войны и подписания Дейтонского соглашения (по итогам которого, в частности, была образована община Крупа-на-Уни).
Ежегодно в апреле в Дони-Дубовике, административном центре общины Крупа-на-Уни, у центрального памятника проводятся памятные мероприятия в честь 11-й Крупской лёгкой пехотной бригады с участием руководства общины и канцелярии Ветеранской организации Республики Сербской.